# Schlammersdorf
Schlammersdorf è un comune tedesco di 909 abitanti, situato nel land della Baviera.